# Győry István
Győry István (Debrecen, 1861. július 15. – Budapest, 1954. június 27.) magyar gyógyszerész, a kémiai tudományok kandidátusa (1953), a kertészeti technológia hazai megteremtője.

## Életpályája
Szülei Győri Ferenc iparos és Oláh Zsuzsanna (1822-1896) voltak. Középiskolai tanulmányait szülővárosában végezte el. 1882-ben beíratkozott a budapesti egyetemre, s 1884 őszén Lengyel Béla egyetemi tanár vezetésével az ásványvízelemző intézet gyakornoka lett. 1884-ben gyógyszerészi diplomát szerzett. 1887–1893 között az egyetemi kémiai tanszék tanársegéde volt; a gyógyszerészgyakornoki tanfolyamok tanára volt. 1892-ben gyógyszerész doktori oklevelet szerzett. 1893–1894 között a vallás és közoktatási, valamint a földmivelési minisztérium királyi miniszterek megbizásából németországi egyetemeken és felsőbb iskolákban (Heidelberg, München, stb.) kémiai tanulmányokkal foglalkozott. 1894–1899 között a Kertészeti Tanintézet kémia tanára volt. 1895–1909 között az Intézet megbízott igazgatója volt. 1913–1920 között a Földművelésügyi Minisztérium Kertészeti Főosztályának főelőadója volt. 1919-ben a Tanácsköztársaság idején a zöldség- és gyümölcsellátás ügyeinek vezetésével bízták meg. 1920-ban „saját kérésére” nyugdíjazták, szaktudását mellőzték.

### Munkássága
1893-ban kidolgozott arzénmeghatározási eljárásával (Győry-módszer) a bromatometriás titrálás alapját rakta le. Megszervezte a Tanintézet Kertészeti Technológiai Tanszékét. Megszerkesztette a hordozható vízfürdős pálinkaüstjét és a háztartási aszaló berendezését. Szakirodalmi munkássága a kertészetre is kiterjedt; hosszabb ideig a Kertészet és a Gyümölcskertész című lapok szerkesztője, illetve munkatársa volt.
Sírja az alsógödi temetőben van (6-1-12).

## Művei
- A nitrogénmonoxid hatása a natriumaethylátra (Budapest, 1892)
- Új térfogatos módszer a solutio arsenicalis Fowleri és a hánytató borkő vizsgálatára (Budapest, 1893)
- A Stibium sulfuratum aurantiacum mennyileges vizsgálata (1895)
- Jelentés a gyakornoki iskoláról (1895)
- Gyógyszerészgyakornoki tankönyv (Schilberszky Károllyal és Ströcker Alajossal, Budapest, 1902)
- A téli gyümölcs eltartása gyümölcskamrában (Budapest, 1904)
- Der Obst- und Gartenbau des Königreiches Ungarn (Budapest, 1904)
- Lo stato della pomicoltura e dell'orticoltura in Ungheria (Budapest, 1911)